# Акабаль, Умберто
Умберто Акʼабʼаль (Акʼабал, Humberto Akʼabʼal; 31 октября 1952 — 28 января 2019) — поэт майя-киче из Гватемалы. Акабаль писал на своем родном языке киче, а затем сам переводил свои стихи на испанский язык. Благодаря переводам его произведений на многочисленные языки и международному признанию, Акабаль считается «самым известным в мире поэтом майя-киче» и одним из известнейших гватемальских авторов в Латинской Америке и Европе.

## Биография
Акабал родился в 1952 году в Момостенанго (Тотоникапан). Он был вынужден оставить школу в 12-летнем возрасте, чтобы зарабатывать семье на еду. Работал в своей деревне пастухом и ткачом, пока не уехал в столицу Гватемалу, где был уличным торговцем и носильщиком. Несмотря на предостережения своего деда, что «книги могут свести с ума», Акабаль решил окунуться в мир поэзии. Главной опорой в этом его начинании послужила его мать, «привившая [ему] интерес к слову» как способу «продолжить традицию старейшин».
Начав писательскую деятельность, Акабаль вернулся в свою деревню. Скончался в больнице города Гватемала 28 января 2019 года.

### Произведения и переводы
Первоначально Акабаль начал писать свои стихи на испанском языке, поскольку на родном языке был «неграмотным» (не умел писать), но в конце концов с 1980-х годов начал слагать поэзию на языке киче. Несмотря на то, что его собственные переводы на испанский язык сделали его произведения доступными более широкой аудитории, Акабаль не мог найти издателя, заинтересованного в публикации его произведений на языке киче, вплоть до 1993 года.
С тех пор как поэзия Ак’абаля приобрела популярность, её переводили на многие языки, включая французский, английский, эстонский, шотландский, немецкий, японский, голландский, португальский, вьетнамский, иврит, венгерский, арабский и итальянский.

### Признание
Многие учёные высоко оценивают творчество Акабаля как выражение традиций его народа. Литературный критик Карлос Монтемайор отмечал, что «Писатели, подобные Ак’абалу… требуют от нас проникновения в ту другую реальность, которую мы не знаем, понимания того, что эта культура, эта коренная душа живёт и дышит в нашей собственной реальности в то же время, что и наше время, той же жизнью, что и наша, любя и понимая тот же континент, который мы любим, но не понимаем». Описывая творчество Ак’абаля, испанский поэт Антонио Гамонеда писал: «Я остаюсь под серьезным впечатлением от поэзии Ак’абаля, её неотъемлемой простоты, элементарной священности, в которой пульсирующие слова раскрывают деяния, вещи и непосредственно природные существа». Чилийский историк Мигель Рохас Микс утверждал: «Ак’абаль поет, как птицы, говорит на языке киче-майя и думает так, как хотелось бы пожелать большинству людей».
Акабаль был удостоен множества наград и почестей по всему миру, в том числе:
- (1993) «Золотой кетцаль» (Quetzal de Oro) от Гватемальской ассоциации журналистов.
- (1995) Почётный диплом факультета гуманитарных наук Университета Сан-Карлос, Гватемала.
- (1997) Швейцарская премия имени Блеза Сендрара.
- (1998) премия ЮНЕСКО Premio Continental Canto de America.
- (2004) Международная поэтическая премия Пьера Паоло Пазолини.
- (2005) Кавалер Ордена искусств и литературы (Ordre des Arts et des Lettres) от Министерства культуры Франции.
- (2006) Стипендия Гуггенхайма от Мемориального фонда Джона Саймона Гуггенхайма, Нью-Йорк, США[11].
- (2010) открытие Международной книжной ярмарки в Ле-Мане, Франция.
- (2017) диплом «Reconcimiento a la Trayectoria» штата Кампече, Мексика.

Книга Ак’абаля «Хранитель водопада» (Guardián de la caída de agua) была названа книгой года Ассоциацией гватемальских журналистов и в 1993 году получила премию «Золотой кетцаль». В 1995 году получил почётную степень факультета гуманитарных наук Университета Сан-Карлос-де-Гватемала. В 2004 году он отказался от Национальной премии Гватемалы по литературе, поскольку она названа в честь Мигеля Анхеля Астуриаса, которого Акабаль обвинил в «поощрении расизма», утверждая, что работа того 1923 года «Социальная проблема индейцев» «оскорбляет коренные народы Гватемалы, к которым я принадлежу». Молодой Астуриас предлагал программу евгеники, сосредоточенную на поддержке европейской иммиграции и ассимиляции индейцев Гватемалы в её метисское (в местном употреблении «ладино») население.

## Избранные произведения
- (1993) «Страж водопада» (Guardian de la caída de agua)
- (1999) «Стихи, которые я принёс с горы»
- (2000) Con los ojos despues del mar (Vado ancho)
- (2001) Ovillo De Seda
- (2004) Chʼanalik
- (2005) Entre patojos
- (2010) «Каменный барабан»[14]